# Сашо Милошевски
Сашо Милошевски (на македонска литературна норма: Сашо Милошевски) е футболист от Северна Македония, полузащитник.

## Биография
Роден е в Битоля през 1968 година. Играе за македонските „Вардар“ (Скопие) и „Работнички Кометал“. През 1995 година подписва договор със сръбския „Войводина“, където има важна роля и става капитан на отбора. След няколко сезона отива да играе в мексиканския „Веракрус“, но само след една година се връща в „Работнички“, където завършва кариерата си.